# منتخب اليمن لكرة القدم
منتخب اليمن لكرة القدم هو المنتخب الوطني لليمن ويديره اتحاد اليمن لكرة القدم.

## اليمن الشمالي
1966-1965
شارك منتخب اليمن الشمالي في دورة الألعاب العربية الرابعة 1965 في العاصمة المصرية القاهرة. خسر مباراته الأولى من السودان 0-9 ثم خسر 5-6 من ليبيا. بعد خسارته من سوريا 0-4 استطاع تحقيق فوزه الأول على عمان 2-1 في آخر مباريات المجموعة. لم يتأهل منتخب اليمن الشمالي إلى الدور التالي.
في أبريل 1966 شارك في كأس العرب الذي أقيم في العاصمة العراقية بغداد. أوقعته القرعة في المجموعة الثانية. في 1 أبريل خسر من سوريا 1-4 في أولى مبارياته ثم فاز على فلسطين 7-0 بعدها بثلاثة أيام. في 5 أبريل خسر آخر مبارياته من ليبيا 0-1 وبالتالي خرج من منافسات البطولة باحتلال المركز الأخير في المجموعة.
في سنة 1966 شارك أيضاً في كأس القوات العسكرية في كمبوديا. خسر في مباراة الافتتاح من فلسطين 3-5 ثم خسر من كمبوديا المستضيف 0-8 ومن فيتنام الشمالية 4-9 ومن كوريا الشمالية 0-14 ومن الصين 0-6.
1989-1984
لم يشارك منتخب اليمن الشمالي في أي بطولات طوال ثمانية عشر عاماً حتى عاد للمشاركة في تصفيات كأس الأمم الآسيوية 1984. لقد كانت المرة الأولى التي يشارك فيها بتصفيات هذه البطولة. أوقعته القرعة في المجموعة الثالثة حيث أقيمت مباريات المجموعة في كلكتا، الهند في أكتوبر 1984. خسر اليمن الشمالي مباراته الأولى في 6 أكتوبر من كوريا الجنوبية 0-6 حيث سجل بارك سونغ هوا أربع أهداف بينما سجل تشونغ هاي وون هدفين. بعد يومين خسر من الهند المستضيف 0-2. في 15 أكتوبر خسر اليمن الشمالي من باكستان 1-4 بعدها بثلاثة أيام خسر بنفس المنتيجة من ماليزيا. أنهى اليمن الشمالي مباراته باحتلال المركز الأخير.
شارك اليمن الشمالي في أول تصفيات للتأهل إلى بطولة كأس العالم بالمشاركة في تصفيات كأس العالم 1986 في المكسيك. أوقعته القرعة في المجموعة الثالثة التابعة لمنطقة غرب آسيا في الدور الأول. لعب اليمن الشمالي مباراته الأولى على ملعبه في صنعاء أمام سوريا في 29 مارس 1985 حيث خسر بهدف سُجِّل في الدقيقة السبعين. في 5 أبريل خسر من الكويت 0-5 في مدينة الكويت. في 19 أبريل خسر خارج ملعبه 0-3 من سوريا حيث أقيمت المباراة على ملعب العباسيين. في 26 أبريل سجل هدفه الوحيد في التصفيات في مرمى الكويت حيث خسر المباراة 1-3 أمام جمهور بلغ عدده عشرة آلاف متفرج.
في أغسطس 1985 شارك اليمن الشمالي في دورة الألعاب العربية السادسة 1985 التي أقيمت في العاصمة المغربية الرباط. أوقعته القرعة في مجموعة تضم السعودية، الجزائر، والإمارات. خسر مباراته الأولى 0-2 من السعودية في 5 أغسطس، 1-3 من الجزائر في 7 أغسطس، ثم فاز على الإمارات 2-1 وهو أول فوز له في البطولة.
في 15 أكتوبر 1985 لعب اليمن الشمالي أمام منافس غير أفريقي أو آسيوي حيث خسر من المكسيك 0-2 ودياً وذلك في اليمن.

## اليمن الجنوبي
كان منتخب اليمن الجنوبي لكرة القدم ممثل جمهورية اليمن الديمقراطية الشعبية في رياضة كرة القدم، تأسس المنتخب الوطني لكرة القدم على منتخب اليمن الجنوبي بين عامي 1965 و1989. وقد شارك في نهائيات كأس آسيا في عام 1976، حيث خسر 0-2 و 0-1 أمام إيران والعراق بنفس الترتيب. ولم يشارك في نهائيات كأس العالم سوى في التصفيات، المشاركة في كأس العالم 1986 لكرة القدم، وخرج في الجولة الأولى من البحرين.

## بعد الوحدة
لم يشارك اليمن في تصفيات كأس آسيا 1992 ولا في بطولة كأس العرب 1992 التي أقيمت في سوريا.
في تصفيات كأس العالم 1994 أوقعته القرعة في المجموعة الأولى مع العراق، الصين، الأردن، وباكستان. أقيمت المباريات بنظام الدوري الكامل حيث أقيمت مباريات القسم الأول في الأردن بينما أقيمت مباريات القسم الثاني في الصين وذلك في مايو ويونيو 1993. حقق اليمن ثلاثة انتصارات وتعادلين وثلاث خسائر ليحتل المركز الثالث وليخرج من منافسات التصفيات. وكانت أبرز نتيجة هي فوزه على الصين (صاحب المركز الثالث في كأس الأمم الآسيوية 1992) 1-0 في 28 مايو 1993.
في تصفيات كأس آسيا 1996 أوقعته القرعة في المجموعة التاسعة التي ضمت السعودية وقيرغيزستان. أقيمت المباريات بنظام الدوري الكامل حيث استضافت السعودية جميع المباريات في يناير وفبراير 1996. احتل اليمن المركز الثالث والأخير برصيد ثلاث نقاط من انتصار وثلاث خسائر بفارق الأهداف عن صاحب المركز الثاني قيرغيزستان.
في تصفيات كأس العالم 1998 أوقعته القرعة في المجموعة الخامسة مع أوزبكستان، إندونيسيا، وكمبوديا. أقيمت المباريات بنظام الدوري الكامل حيث أقيمت مباريات القسم الأول في إندونيسيا بينما أقيمت مباريات القسم الثاني في أوزبكستان وذلك من أبريل إلى أغسطس 1997. احتل اليمن المركز الثاني بانتصارين وتعادلين وخسارتين وبالتالي خرج من التصفيات.
في تصفيات كأس العرب 1998 أوقعته القرعة في المجموعة الثانية مع السودان، الصومال، وجزر القمر. انسحب اليمن قبل مشاركته.
في تصفيات كأس آسيا 2000 أوقعته القرعة في المجموعة الخامسة مع الكويت، تركمانستان، النيبال، وبوتان. لعبت المباريات بنظام الدوري من قسم واحد وأقيمت جميعها في الكويت. احتل اليمن المركز الثالث برصيد ست نقاط من فوزين وخسارتين.
في تصفيات كأس العالم 2002 أوقعته القرعة في المجموعة الثامنة مع الإمارات، الهند، وبروناي. أقيمت مباريات المجموعة بنظام الذهاب والإياب لأول مرة. خسارة اليمن من الإمارات في آخر المباريات 2-3 جعله يحتل المركز الثاني بفارق نقطة واحدة عن الإمارات المتأهل إلى الدور الثاني وبفارق الأهداف عن الثالث الهند. وحقق اليمن أفضل نتائج له في هذه التصفيات وكان أقرب للتأهل إلى الدور الثاني.
في كأس العرب 2002 التي أقيمت في الكويت في شهر ديسمبر. أوقعت القرعة اليمن في المجموعة الثانية مع السعودية، البحرين، سوريا، ولبنان. تعادل اليمن في آخر مبارياته مع السعودية بعدما خسر مبارياته السابقة ليحتل المركز الخامس برصيد نقطة واحدة وليخرج من الدور الأول.
في تصفيات كأس آسيا 2004 تجاوز الدور الأول وتأهل إلى الدور الثاني آليا حيث أوقعته القرعة في المجموعة الثالثة مع السعودية، إندونيسيا، والبوتان. استضافت السعودية مباريات المجموعة التي لعبت بطريقة الدوري الكامل في أكتوبر 2003. التعادل الإيجابي في المباراة قبل الأخيرة مع إندونيسيا جعله يحتل المركز الثالث بفارق ثلاث نقاط عن صاحب المركز الثاني إندونيسيا وبالتالي فشل في التأهل إلى نهائيات البطولة للمرة الأولى في تاريخه.
في بطولة كأس الخليج العربي 2003 التي أقيمت في الكويت من ديسمبر 2003 إلى يناير 2004. لعبت البطولة بين سبع منتخبات بنظام الدوري الكامل حيث احتل منتخب اليمن في مشاركته الأولى المركز السابع والأخير برصيد نقطة من تعادل يتيم مع عمان 1-1 وست خسائر من البحرين 1-5، من الكويت 0-4، من قطر 0-3، من السعودية 0-2، ومن الإمارات 0-3.
في بطولة كأس الخليج العربي 2004 التي أقيمت في قطر أوقعته القرعة في المجموعة الثانية حيث تعادل مع البحرين ثم خسر من السعودية والكويت ليحتل المركز الرابع برصيد نقطة واحدة.
في تصفيات كأس العالم 2006 تجاوز الدور الأول الذي تم تخصيصه للمنتخبات المتأخرة في التصنيف ثم أوقعته القرعة في المجموعة الثالثة من الدور الثاني مع كوريا الشمالية، الإمارات، وتايلند. على الرغم من الفوز الكبير على ملعبه على الإمارات 3-1 إلا أن اليمن قدم أداء سيئا في باقي المباريات مما جعله يحتل المركز الرابع والأخير برصيد خمس نقاط من فوز وتعادلين وثلاث خسائر.
في بطولة كأس الخليج العربي 2007 التي أقيمت في الإمارات أوقعته القرعة في المجموعة الأولى حيث تعادل مع الكويت وخسر من عمان والإمارات المستضيف ليحتل مجددا المركز الرابع برصيد نقطة واحدة.
في تصفيات كأس آسيا 2007 تجاوز الدور التمهيدي ليتأهل إلى الدور النهائي حيث أوقعته القرعة في المجموعة الأولى مع اليابان، السعودية، والهند. لعبت مباريات المجموعة بنظام الذهاب والإياب. في ظل وجود الكبيرين فقد احتل اليمن المركز الثالث برصيد ست نقاط من فوزين وأربع خسائر.
في بطولة كأس الخليج العربي 2009 التي أقيمت في عمان أوقعته القرعة في الثانية حيث خسر مبارياته الثلاث في الدور الأول من السعودية، قطر، والإمارات ليحتل المركز الرابع مجددا.
في تصفيات كأس العالم 2010 واجه اليمن المالديف في الدور الأول. على الرغم من خسارته في الإياب 0-2 إلا أن فوزه في مباراة الذهاب 3-0 بأقدام محمد سالم الساعدي، فكري الحبيشي، وهيثم ثابت جعله يفوز في مجموع المباراتين 3-2 وبالتالي يتأهل إلى الدور الثاني. أوقعته القرعة في مواجهة تايلند حيث تعادل ذهابا في صنعاء بهدف لمثله سجله علي النونو بينما خسر في مباراة الإياب في بانكوك بهدف ليخسر في مجموع المباراتين 1-2.
في بطولة كأس الخليج العربي 2010 التي استضافها على أراضيه خسر مجددا مبارياته الثلاث في الدور الأول من السعودية، قطر، والكويت ليحتل المركز الرابع والأخير بدون رصيد من النقاط.
في تصفيات كأس آسيا 2011 تخطى الدور الأول لتوقعه قرعة الدور الثاني في المجموعة الأولى مع اليابان، البحرين، وهونغ كونغ. لعبت مباريات المجموعة بنظام الذهاب والإياب. في نهاية التصفيات احتل المركز الثالث برصيد سبع نقاط من فوزين وتعادل وثلاث خسائر وليخرج من المنافسات.
في بطولة كأس العرب 2012 التي أقيمت في السعودية وقع اليمن في المجموعة الثانية حيث خسر من ليبيا 1-3 ثم فاز على البحرين 2-0 ثم خسر من المغرب 0-3 ليحتل المركز الثالث برصيد ثلاث نقاط من فوز وخسارتين ليخرج من الدور الأول.
في تصفيات كأس العالم 2014 تجاوز الدور الأول المخصص للمنتخبات الضعيفة في التصنيف. في الدور الثاني خسر من العراق 0-2 في مجموع المباراتين حيث خسر في مباراة الذهاب 0-2 في أربيل بينما تعادل سلبيا في العين، الإمارات حيث أقيمت المباراة خارج اليمن بسبب الأحداث.

## سجل البطولات

### سجل كأس العالم
| نهائيات كأس العالم | نهائيات كأس العالم | نهائيات كأس العالم | نهائيات كأس العالم | نهائيات كأس العالم | نهائيات كأس العالم | نهائيات كأس العالم | نهائيات كأس العالم | نهائيات كأس العالم |               | تصفيات كأس العالم | تصفيات كأس العالم | تصفيات كأس العالم | تصفيات كأس العالم | تصفيات كأس العالم | تصفيات كأس العالم |
| السنة              | النتيجة            | المركز             | لعب                | فاز                | تعادل*             | خسر                | له                 | عليه               | لعب           | فاز               | تعادل*            | خسر               | له                | عليه              |                   |
| ------------------ | ------------------ | ------------------ | ------------------ | ------------------ | ------------------ | ------------------ | ------------------ | ------------------ | ------------- | ----------------- | ----------------- | ----------------- | ----------------- | ----------------- | ----------------- |
| 1994               | لم يتأهل           | -                  | -                  | -                  | -                  | -                  | -                  | -                  | 8             | 3                 | 2                 | 3                 | 12                | 13                |                   |
| 1998               | لم يتأهل           | -                  | -                  | -                  | -                  | -                  | -                  | -                  | 6             | 2                 | 2                 | 2                 | 10                | 7                 |                   |
| 2002               | لم يتأهل           | -                  | -                  | -                  | -                  | -                  | -                  | -                  | 6             | 3                 | 2                 | 1                 | 8                 | 6                 |                   |
| 2006               | لم يتأهل           | -                  | -                  | -                  | -                  | -                  | -                  | -                  | 6             | 4                 | 1                 | 1                 | 15                | 7                 |                   |
| 2010               | لم يتأهل           | -                  | -                  | -                  | -                  | -                  | -                  | -                  | 4             | 1                 | 1                 | 2                 | 4                 | 4                 |                   |
| 2014               | لم يتأهل           | -                  | -                  | -                  | -                  | -                  | -                  | -                  | 2             | 0                 | 1                 | 1                 | 0                 | 2                 |                   |
| 2018               | لم يتأهل           | -                  | -                  | -                  | -                  | -                  | -                  | -                  | 10            | 2                 | 1                 | 7                 | 5                 | 18                |                   |
| 2022               | لم يتأهل           | -                  | -                  | -                  | -                  | -                  | -                  | -                  | 8             | 1                 | 2                 | 5                 | 6                 | 18                |                   |
| 2026               | لم يتأهل           | -                  | -                  | -                  | -                  | -                  | -                  | -                  | 8             | 2                 | 3                 | 3                 | 9                 | 10                |                   |
| 2030               | يحدد فيما بعد      | يحدد فيما بعد      | يحدد فيما بعد      | يحدد فيما بعد      | يحدد فيما بعد      | يحدد فيما بعد      | يحدد فيما بعد      | يحدد فيما بعد      | يحدد فيما بعد | يحدد فيما بعد     | يحدد فيما بعد     | يحدد فيما بعد     | يحدد فيما بعد     | يحدد فيما بعد     |                   |
| 2034               | يحدد فيما بعد      | يحدد فيما بعد      | يحدد فيما بعد      | يحدد فيما بعد      | يحدد فيما بعد      | يحدد فيما بعد      | يحدد فيما بعد      | يحدد فيما بعد      | يحدد فيما بعد | يحدد فيما بعد     | يحدد فيما بعد     | يحدد فيما بعد     | يحدد فيما بعد     | يحدد فيما بعد     |                   |
| المجموع            | –                  | 0/12               | –                  | –                  | –                  | –                  | –                  | –                  | 66            | 15                | 16                | 35                | 61                | 106               |                   |

### سجل كأس الأمم الآسيوية
| نهائيات كأس الأمم الآسيوية | نهائيات كأس الأمم الآسيوية | نهائيات كأس الأمم الآسيوية | نهائيات كأس الأمم الآسيوية | نهائيات كأس الأمم الآسيوية | نهائيات كأس الأمم الآسيوية | نهائيات كأس الأمم الآسيوية | نهائيات كأس الأمم الآسيوية | نهائيات كأس الأمم الآسيوية |               | تصفيات كأس الأمم الآسيوية | تصفيات كأس الأمم الآسيوية | تصفيات كأس الأمم الآسيوية | تصفيات كأس الأمم الآسيوية | تصفيات كأس الأمم الآسيوية | تصفيات كأس الأمم الآسيوية |
| السنة                      | النتيجة                    | المركز                     | لعب                        | فاز                        | تعادل*                     | خسر                        | له                         | عليه                       | لعب           | فاز                       | تعادل*                    | خسر                       | له                        | عليه                      |                           |
| -------------------------- | -------------------------- | -------------------------- | -------------------------- | -------------------------- | -------------------------- | -------------------------- | -------------------------- | -------------------------- | ------------- | ------------------------- | ------------------------- | ------------------------- | ------------------------- | ------------------------- | ------------------------- |
| 1992                       | لم يشارك                   | -                          | -                          | -                          | -                          | -                          | -                          | -                          |               |                           |                           |                           |                           |                           |                           |
| 1996                       | لم يتأهل                   | -                          | -                          | -                          | -                          | -                          | -                          | -                          | 4             | 1                         | 0                         | 3                         | 2                         | 8                         |                           |
| 2000                       | لم يتأهل                   | -                          | -                          | -                          | -                          | -                          | -                          | -                          | 4             | 2                         | 0                         | 2                         | 14                        | 5                         |                           |
| 2004                       | لم يتأهل                   | -                          | -                          | -                          | -                          | -                          | -                          | -                          | 6             | 2                         | 1                         | 3                         | 15                        | 15                        |                           |
| 2007                       | لم يتأهل                   | -                          | -                          | -                          | -                          | -                          | -                          | -                          | 6             | 2                         | 0                         | 4                         | 5                         | 13                        |                           |
| 2011                       | لم يتأهل                   | -                          | -                          | -                          | -                          | -                          | -                          | -                          | 6             | 2                         | 1                         | 3                         | 7                         | 9                         |                           |
| 2019                       | دور المجموعات              | المركز ثلاثة و العشرون     | 3                          | 0                          | 0                          | 3                          | 0                          | 10                         | 18            | 6                         | 5                         | 7                         | 16                        | 23                        |                           |
| 2023                       | لم يتأهل                   | -                          | -                          | -                          | -                          | -                          | -                          | -                          | 11            | 1                         | 3                         | 7                         | 6                         | 25                        |                           |
| 2027                       | يحدد فيما بعد              | يحدد فيما بعد              | يحدد فيما بعد              | يحدد فيما بعد              | يحدد فيما بعد              | يحدد فيما بعد              | يحدد فيما بعد              | يحدد فيما بعد              | يحدد فيما بعد | يحدد فيما بعد             | يحدد فيما بعد             | يحدد فيما بعد             | يحدد فيما بعد             | يحدد فيما بعد             | يحدد فيما بعد             |
| المجموع                    | دور المجموعات              | 1/18                       | 3                          | 0                          | 0                          | 3                          | 0                          | 10                         | —             | 65                        | 16                        | 11                        | 38                        | 69                        | 128                       |

### سجل كأس الخليج العربي
| كأس الخليج العربي | كأس الخليج العربي | كأس الخليج العربي | كأس الخليج العربي | كأس الخليج العربي | كأس الخليج العربي | كأس الخليج العربي | كأس الخليج العربي | كأس الخليج العربي |
| السنة             | النتيجة           | لعب               | فاز               | تعادل*            | خسر               | له                | عليه              |                   |
| ----------------- | ----------------- | ----------------- | ----------------- | ----------------- | ----------------- | ----------------- | ----------------- | ----------------- |
| 2003              | 7/7               | 6                 | 0                 | 1                 | 5                 | 2                 | 18                |                   |
| 2004              | مرحلة المجموعات   | 3                 | 0                 | 1                 | 2                 | 2                 | 7                 |                   |
| 2007              | مرحلة المجموعات   | 3                 | 0                 | 1                 | 2                 | 3                 | 5                 |                   |
| 2009              | مرحلة المجموعات   | 3                 | 0                 | 0                 | 3                 | 2                 | 11                |                   |
| 2010              | مرحلة المجموعات   | 3                 | 0                 | 0                 | 3                 | 1                 | 9                 |                   |
| 2013              | مرحلة المجموعات   | 3                 | 0                 | 0                 | 3                 | 0                 | 6                 |                   |
| 2014              | مرحلة المجموعات   | 3                 | 0                 | 2                 | 1                 | 0                 | 0                 |                   |
| 2017              | مرحلة المجموعات   | 3                 | 0                 | 0                 | 3                 | 0                 | 8                 |                   |
| 2019              | مرحلة المجموعات   | 3                 | 0                 | 1                 | 2                 | 0                 | 9                 |                   |
| 2023              | مرحلة المجموعات   | 3                 | 0                 | 0                 | 3                 | 2                 | 10                |                   |
| المجموع           | 10/25             | 33                | 0                 | 6                 | 27                | 12                | 84                |                   |

### كأس العرب
| كأس العرب | كأس العرب               | كأس العرب | كأس العرب | كأس العرب | كأس العرب | كأس العرب | كأس العرب |
| السنة     | النتيجة                 | لعب       | فاز       | تعادل*    | خسر       | له        | عليه      |
| --------- | ----------------------- | --------- | --------- | --------- | --------- | --------- | --------- |
| 1963      | لم يشارك                | -         | -         | -         | -         | -         | -         |
| 1964      | لم يشارك                | -         | -         | -         | -         | -         | -         |
| 1985      | لم يشارك                | -         | -         | -         | -         | -         | -         |
| 1988      | لم يشارك                | -         | -         | -         | -         | -         | -         |
| 1992      | لم يشارك                | -         | -         | -         | -         | -         | -         |
| 1998      | انسحب                   | -         | -         | -         | -         | -         | -         |
| 2002      | الدور الأول             | 4         | 0         | 1         | 3         | 5         | 13        |
| 2012      | الدور الأول             | 3         | 1         | 0         | 2         | 3         | 7         |
| المجموع   | أفضل نتيجة: الدور الأول | 9         | 1         | 1         | 7         | 9         | 43        |

### دورة الألعاب العربية
| كرة القدم في دورة الألعاب العربية | كرة القدم في دورة الألعاب العربية | كرة القدم في دورة الألعاب العربية | كرة القدم في دورة الألعاب العربية | كرة القدم في دورة الألعاب العربية | كرة القدم في دورة الألعاب العربية | كرة القدم في دورة الألعاب العربية | كرة القدم في دورة الألعاب العربية |
| السنة                             | الجولة                            | لعب                               | فاز                               | تعادل                             | خسر                               | له                                | عليه                              |
| --------------------------------- | --------------------------------- | --------------------------------- | --------------------------------- | --------------------------------- | --------------------------------- | --------------------------------- | --------------------------------- |
| 1953                              | لم يشارك                          | لم يشارك                          | لم يشارك                          | لم يشارك                          | لم يشارك                          | لم يشارك                          | لم يشارك                          |
| 1957                              | لم يشارك                          | لم يشارك                          | لم يشارك                          | لم يشارك                          | لم يشارك                          | لم يشارك                          | لم يشارك                          |
| 1961                              | لم يشارك                          | لم يشارك                          | لم يشارك                          | لم يشارك                          | لم يشارك                          | لم يشارك                          | لم يشارك                          |
| 1965                              | لم يشارك                          | لم يشارك                          | لم يشارك                          | لم يشارك                          | لم يشارك                          | لم يشارك                          | لم يشارك                          |
| 1976                              | لم يشارك                          | لم يشارك                          | لم يشارك                          | لم يشارك                          | لم يشارك                          | لم يشارك                          | لم يشارك                          |
| 1985                              | 9th                               | 3                                 | 1                                 | 0                                 | 2                                 | 3                                 | 6                                 |
| 1997                              | لم يشارك                          | لم يشارك                          | لم يشارك                          | لم يشارك                          | لم يشارك                          | لم يشارك                          | لم يشارك                          |
| 1999                              | لم يشارك                          | لم يشارك                          | لم يشارك                          | لم يشارك                          | لم يشارك                          | لم يشارك                          | لم يشارك                          |
| 2007                              | لم يشارك                          | لم يشارك                          | لم يشارك                          | لم يشارك                          | لم يشارك                          | لم يشارك                          | لم يشارك                          |
| 2011                              | لم يشارك                          | لم يشارك                          | لم يشارك                          | لم يشارك                          | لم يشارك                          | لم يشارك                          | لم يشارك                          |
| الاجمالي                          | 1/10                              | 3                                 | 1                                 | 0                                 | 2                                 | 3                                 | 6                                 |

### بطولة اتحاد غرب آسيا
| نهائيات بطولة اتحاد غرب آسيا لكرة القدم | نهائيات بطولة اتحاد غرب آسيا لكرة القدم | نهائيات بطولة اتحاد غرب آسيا لكرة القدم | نهائيات بطولة اتحاد غرب آسيا لكرة القدم | نهائيات بطولة اتحاد غرب آسيا لكرة القدم | نهائيات بطولة اتحاد غرب آسيا لكرة القدم | نهائيات بطولة اتحاد غرب آسيا لكرة القدم | نهائيات بطولة اتحاد غرب آسيا لكرة القدم |
| السنة                                   | النتيجة                                 | لعب                                     | فاز                                     | تعادل*                                  | خسر                                     | له                                      | عليه                                    |
| --------------------------------------- | --------------------------------------- | --------------------------------------- | --------------------------------------- | --------------------------------------- | --------------------------------------- | --------------------------------------- | --------------------------------------- |
| 2000                                    | لم يشارك                                | لم يشارك                                | لم يشارك                                | لم يشارك                                | لم يشارك                                | لم يشارك                                | لم يشارك                                |
| 2002                                    | لم يشارك                                | لم يشارك                                | لم يشارك                                | لم يشارك                                | لم يشارك                                | لم يشارك                                | لم يشارك                                |
| 2004                                    | لم يشارك                                | لم يشارك                                | لم يشارك                                | لم يشارك                                | لم يشارك                                | لم يشارك                                | لم يشارك                                |
| 2007                                    | لم يشارك                                | لم يشارك                                | لم يشارك                                | لم يشارك                                | لم يشارك                                | لم يشارك                                | لم يشارك                                |
| 2008                                    | لم يشارك                                | لم يشارك                                | لم يشارك                                | لم يشارك                                | لم يشارك                                | لم يشارك                                | لم يشارك                                |
| 2010                                    | نصف النهائي                             | 3                                       | 1                                       | 1                                       | 1                                       | 5                                       | 4                                       |
| 2012                                    | مرحلة المجموعات                         | 3                                       | 0                                       | 0                                       | 3                                       | 1                                       | 4                                       |
| 2014                                    | انسحب                                   | انسحب                                   | انسحب                                   | انسحب                                   | انسحب                                   | انسحب                                   | انسحب                                   |
| 2019                                    | مرحلة المجموعات                         | 4                                       | 1                                       | 1                                       | 2                                       | 4                                       | 5                                       |
| الاجمالي                                | 3/9                                     | 10                                      | 2                                       | 2                                       | 6                                       | 10                                      | 13                                      |

## المباريات الأخيرة
فوز
  تعادل
  خسارة

### 2024
| تصفيات كأس العالم 2026 21 مارس | الإمارات العربية المتحدة    | 2–1                      | اليمن            | أبو ظبي, الإمارات                                                    |
| 22:00 ت ع م+4                  | *صالح 24' (ض.ج.) - عادل 72' | تقرير (FIFA) تقرير (AFC) | إدريس 69' (o.g.) | الملعب: استاد آل نهيان الحضور: 2,948 الحكم: مهند قاسم (حكم) (العراق) |

| تصفيات كأس العالم 2026 26 مارس | اليمن | 0–3                      | الإمارات العربية المتحدة | الخبر, السعودية                                                                           |
| 22:00 ت ع م+3                  |       | تقرير (FIFA) تقرير (AFC) | *ليما 14, 22' - عادل 35' | الملعب: مدينة الأمير سعود بن جلوي الرياضية الحضور: 1,135 الحكم: إلجيز طنطاشيف (أوزبكستان) |

| تصفيات كأس العالم 2026 6 يونيو | البحرين | 0–0                      | اليمن | الرفاع, البحرين                                                           |
| 20:30 ت ع م+3                  |         | تقرير (FIFA) تقرير (AFC) |       | الملعب: ملعب البحرين الوطني الحضور: 2,632 الحكم: نظمي نصر الدين (ماليزيا) |

| تصفيات كأس العالم 2026 11 يونيو | اليمن                                | 2–2                      | نيبال                   | الدمام, السعودية                                                         |
| 21:00 ت ع م+3                   | *الغواشي 9' (ض.ج.) - م. الضاحي 90+1' | تقرير (FIFA) تقرير (AFC) | *بيستا 22' - الكركي 66' | الملعب: ملعب الأمير محمد بن فهد الحضور: 953 الحكم: أحمد إبراهيم (الأردن) |

| ودية 16 نوفمبر | اليمن | 0–1   | سريلانكا     | الدوحة, قطر         |
| 19:15 ت ع م+3  |       | تقرير | *هينغيرت 89' | الملعب: استاد الخور |

| ودية 19 نوفمبر | اليمن                  | 2–0   | سريلانكا | الدوحة, قطر         |
| 19:00 ت ع م+3  | *محروس 21' - حسن 90+5' | تقرير |          | الملعب: استاد الخور |

| ودية 9 ديسمبر | الكويت        | 1–1 | اليمن      | الدوحة, قطر                     |
| 18:00 ت ع م+3 | *العوضي 90+5' |     | *صبارة 86' | الملعب: استاد عبد الله بن خليفة |

| ودية 16 ديسمبر | عمان           | 1–0 | اليمن | مسقط, عمان                         |
| 19:00 ت ع م+4  | *البوسعيدي 75' |     |       | الملعب: مجمع السلطان قابوس الرياضي |

| كأس الخليج العربي 26 22 ديسمبر | العراق    | 1–0 | اليمن | مدينة الكويت, الكويت              |
| 17:30 ت ع م+3                  | *حسين 64' |     |       | الملعب: استاد جابر المبارك الصباح |

| كأس الخليج العربي 26 25 ديسمبر | اليمن                  | 2–3 | السعودية                                      | مدينة الكويت, الكويت              |
| 20:30 ت ع م+3                  | *الزبيدي 8' - صباح 27' |     | *كنو 30' - الجوير 57' (ركلة.) - الحمدان 90+3' | الملعب: استاد جابر المبارك الصباح |

| كأس الخليج العربي 26 28 ديسمبر | البحرين      | 1–2 | اليمن                            | مدينة الكويت, الكويت              |
| 17:30 ت ع م+3                  | *الرميحي 62' |     | *الختال 41' (ه.ذ.) - الزبيدي 88' | الملعب: استاد جابر المبارك الصباح |

### 2025
| تصفيات كأس آسيا 2027 25 مارس | بوتان | ضدّ | اليمن | تيمفو، بوتان               |
| --:--                        |       |    |       | الملعب: ملعب تشانغليميثانغ |

| تصفيات كأس آسيا 2027 10 يونيو | اليمن | ضدّ | لبنان |  |
| 20:00 ت ع م+8                 |       |    |       |  |

| تصفيات كأس آسيا 2027 9 أكتوبر | بروناي | ضدّ | اليمن | بندر سري بكاوان, بروناي          |
| --:-- ت ع م+6                 |        |    |       | الملعب: ملعب السلطان حسن البلقية |

| تصفيات كأس آسيا 2027 14 أكتوبر | اليمن | ضدّ | بروناي |  |
| 20:00 ت ع م+8                  |       |    |        |  |

| تصفيات كأس آسيا 2027 18 نوفمبر | اليمن | ضدّ | بوتان |  |
| --:--                          |       |    |       |  |

### 2026
| تصفيات كأس آسيا 2027 31 مارس | لبنان | ضدّ | اليمن |  |
|                              |       |    |       |  |

## التشكيلة الحالية
تم استدعاء 23 لاعبًا التالية أسماؤوهم للمشاركة في تصفيات كأس العالم 2026 ضد  البحرين و نيبال في 5 و11 يونيو 2024، على التوالي.
| الرقم | المركز | اللاعب            | تاريخ الميلاد (العمر) | لعب | سجل | النادي                     |
| ----- | ------ | ----------------- | --------------------- | --- | --- | -------------------------- |
| 1     | حارس   | محمد أمان         |                       | 8   | 0   | نادي شعب حضرموت            |
| 22    | حارس   | علي فضل عبس       |                       | 1   | 0   | نادي التضامن حضرموت        |
| 23    | حارس   | عبدالله السعدي    |                       | 5   | 0   | التلال                     |
|       |        |                   |                       |     |     |                            |
| 2     | دفاع   | عماد الجديمة      |                       | 4   | 0   | الوحدة                     |
| 3     | دفاع   | هاروان الزبيدي    |                       | 9   | 0   | الحالة                     |
| 4     | دفاع   | حمزة الريمي       |                       | 12  | 0   | نادي مدينة عيسى لكرة القدم |
| 5     | دفاع   | يعقوب غوريه       |                       | 0   | 0   | الوحدة                     |
| 6     | دفاع   | ثائر كروما        |                       | 29  | 1   | مومباي سيتي                |
| 16    | دفاع   | الخضر الدوح       |                       | 6   | 0   | نادي فحمان                 |
| 17    | دفاع   | مفيد جمال         |                       | 16  | 0   | اليرموك                    |
| 19    | دفاع   | رضوان الحبيشي     |                       | 3   | 0   | الوحدة                     |
|       |        |                   |                       |     |     |                            |
| 7     | وسط    | ناصر الغواشي      |                       | 27  | 3   | نادي المحرق                |
| 8     | وسط    | أنيس المعري       |                       | 12  | 0   | نادي بهلا                  |
| 12    | وسط    | عبد المجيد صبارة  |                       | 7   | 0   | الوحدة                     |
| 13    | وسط    | محمد هاشم النجار  |                       | 2   | 0   | الوحدة                     |
| 14    | وسط    | محمد الطيري       |                       | 10  | 0   | الوحدة                     |
| 15    | وسط    | أسامة عنبر        |                       | 10  | 0   | نادي المالكية              |
|       |        |                   |                       |     |     |                            |
| 9     | هجوم   | يعقوب غوريه       |                       | 27  | 4   | النجمة                     |
| 10    | هجوم   | محمد الداهي       |                       | 12  | 2   | نادي الكرمة                |
| 11    | هجوم   | عبد الواسع المطري |                       | 63  | 11  | نادي سترة                  |
| 18    | هجوم   | عبدالعزيز منوم    |                       | 1   | 0   | نادي التضامن حضرموت        |
| 20    | هجوم   | حمزة محروس        |                       | 6   | 0   | نادي أهلي تعز              |
| 21    | هجوم   | قاسم الشرفي       |                       | 1   | 0   | الوحدة                     |

## المدربون
| الاسم                         | الفترة                    |
| ----------------------------- | ------------------------- |
| زكي عثمان (لاعب كرة قدم مصري) | c. 1970                   |
| ألان غيليت                    | 1977                      |
| تيمور سيجيزباييف              | c. 1979–1982              |
| عزام خليفة 1                  | c. 1989–1990              |
| لوتشيانو دي أبرو              | 1993–1994                 |
| علي صالح آباد                 | c. 1996                   |
| عمر بشامي                     | c. 1996                   |
| مجاهد الصراحة                 | c. 1997                   |
| حازم جسام                     | 1997                      |
| سالم عبد الرحمن               | 1997                      |
| حازم جسام                     | 1997–1999                 |
| روبرتو فرنانديز               | 1999                      |
| زوران دوردفيتش                | 1999–2000                 |
| لوتشيانو دي أبرو              | 2000–2002                 |
| محمود أبو رجيلة               | 2002 يناير – 2002 نوفمبر  |
| هورستن سبيدلر 2               | 2002 نوفمبر – 2002 ديسمبر |
| عبدالله صقر باعمر 3           | 2002 ديسمبر               |
| حازم جسام                     | 2002 ديسمبر – 2003 سبتمبر |
| أحمد علي قاسم                 | 2003 سبتمبر – 2003 نوفمبر |
| ميلان جيفادينوفيتش            | 2003 نوفمبر – 2004 يناير  |
| أمين السنيني                  | 2004 يناير – 2004 أبريل   |
| رابح سعدان                    | 2004 يوليو – 2005 ديسمبر  |
| أحمد الراعي                   | 2006 يناير – 2006 نوفمبر  |
| محسن صالح                     | 2006 نوفمبر – 2009 يناير  |
| حمزة الجمل 4                  | 2009 يناير                |
| سامي حسن النعاش               | 2009 يناير – 2009 أكتوبر  |
| سريتشكو يوريتشيتش             | 2009 نوفمبر – 2010 ديسمبر |
| أمين السنيني                  | 2010 ديسمبر – 2012 يناير  |
| سميع حسن أل نـاش              | 2012 يناير – 2012 سبتمبر  |
| توم سينتفيت                   | 2012 أكتوبر – 2013 مارس   |
| سامي حسن النعاش               | 2013 أبريل – 2013 ديسمبر  |
| فلاديمير بتروفيتش             | 2013 ديسمبر – 2014 مايو   |
| ميروسلاف سوكوب                | 2014 مايو – 2015          |
| أمين السنيني                  | 2015 – 2016 فبراير        |
| أحمد علي قاسم                 | 2016 فبراير – 2016 يونيو  |
| ابراهام مبراتو                | 2016 يونيو – 2018 أبريل   |
| يان كوشيان                    | 2018 أكتوبر – 2019 يناير  |
| سامي حسن النعاش               | 2019 يوليو – 2021 مايو    |
| احمد علي قاسم                 | 2021 مايو – 2021 سبتمبر   |
| أمين السنيني                  | 2022 مارس – 2022 مايو     |
| عادل عمروش                    | 2022 مايو - 2022 يوليو    |
| ميروسلاف سوكوب                | 2022 نوفمبر - 2024        |
| نور الدين ولد علي             | 2024 - حتى الأن           |

ملاحظات
- عمل الدكتور عزام خليفة أول مدرب للفريق اليمني لكرة القدم.[30]
- تم اختيار هورستين سبيدلر، مدرب للمنتخب الوطني للشباب من قبل الاتحاد اليمني لكرة القدم ليتولى مسؤولية الفريق في كأس العرب 2002 مع فريق مكون من فريق شباب ولاعبين كبار.[19] ومع ذلك نقض اتحاد كرة القدم هذا القرار بعد مباراة ودية واحدة وعين حازم جسام بدلاً عنه.[20]
- عمل عبد الله صقر باعمر مدربًا مؤقتًا خلال كأس العرب 2002 بسبب عدم تمكن المدرب حازم جسام من الحصول على تأشيرة حيث أدرجته الدولة المضيفة للكويت في القائمة السوداء.[21][22]
- حمزة جمال شغل منصب المدرب المؤقت.

## وصلات خارجية
- FIFA.com (اليمن) (بالإنجليزية)
- الموقع الرسمي (بالعربية)
- قائمة اللاعبين (بالإنجليزية)